# Соломасово (муниципальное образование город Алексин)
Соломасово (старое написание Саламасово) — деревня в Тульской области России. С точки зрения административно-территориального устройства входит в Ботнинский сельский округ, Алексинский район. В плане местного самоуправления входит в состав муниципального образования город Алексин.

## География
Соломасово находится в северо-западной части региона, в пределах северо-восточного склона Среднерусской возвышенности, в подзоне широколиственных лесов, юго-западнее деревни Хатманово и северо-восточнее деревень Абрютино и Ботня, с которыми соединяется по региональной  дороге 70К-001. 
Абсолютная высота — 198  метров над уровнем моря.

### Климат
Климат на территории Соломасово, как и во всём районе, характеризуется как умеренно континентальный, с ярко выраженными сезонами года. Средняя температура воздуха летнего периода — 16 — 20 °C (абсолютный максимум — 38 °С); зимнего периода — −5 — −12 °C (абсолютный минимум — −46 °С).
Снежный покров держится в среднем 130—145 дней в году.
Среднегодовое количество осадков — 650—730 мм.

## История

### Владельцы
Известно как минимум с 17 в. и на протяжении длительного времени было разделено между многочисленными владельцами.
- Писцовая книга 1626—1628 гг. — за Спицыным и несколькими Бобрищевыми-Пушкиными
- Ревизия 1709 г.: помещичье владение — Пётр Борисович Леонтьев, вотчинное владение — Андрей Михайлович Колычев и Иван Никифорович Бобрищев-Пушкин
- Ревизия 1748 г.: Иван Петрович Леонтьев, Иван Саввич Арсеньев и несколько Бобрищевых-Пушкиных

### Административное деление
С начала 19 в. по начало 20 в. — сельцо в составе Сотинской волости Алексинского уезда.

### Церковный приход
Было приписано к церковному приходу в Вашане.

## Население
| 2010 |
| ---- |
| 29   |

Согласно результатам переписи 2002 года, в национальной структуре населения русские составляли 100 % из 17 чел..  

## Инфраструктура
Обслуживается отделением почтовой связи 301347.
Личное подсобное хозяйство (на апрель 2023 года 5 домов).

## Транспорт
Остановка общественного транспорта «Соломасово». 